# Jesu dulcis memoria
Jesu dulcis memoria est une hymne chrétienne dont le texte est attribué à Bernard de Clairvaux, abbé cistercien du XIIe siècle. Il a été mis en musique par de nombreux compositeurs.

## Histoire et historiographie
À la fin du Moyen Âge, l'hymne est attribuée à Bernard de Clairvaux. Les recherches récentes tendent à montrer que l'auteur en est plus probablement un moine cistercien anglais de la fin du XIIe siècle, toutefois inspiré par des écrits mystiques de Bernard. Le chant n'était pas initialement prévu pour un usage liturgique. C'est petit à petit qu'il a été introduit dans la liturgie cistercienne, puis dans la liturgie catholique tout entière. Son succès est très important dans l'Église durant au moins les deux siècles suivants.

## Texte
Ce chant comporte à l'origine quarante-deux strophes, chacune étant composée de quatre vers en rimes. Les versions de cette hymne sont très nombreuses. Sur 90 manuscrits rassemblés par le moine bénédictin André Wilmart, dix-huit versets sont entièrement nouveaux suivant les versions, et vingt-cinq strophes sont modifiées à des degrés divers. En outre, dix-neuf doxologies différentes sont recensées. L'hymne est, dès le Moyen Âge, traduite en plusieurs langues vernaculaires,.
La composition du texte révèle une rupture avec l'hymnodie du Haut Moyen Âge, notamment celle inspirée d'Ambroise de Milan. Jesu dulcis memoria marque un tournant dans l'expression liturgique de la foi. Cette poésie diffère assez fortement des séquences régulières telles que celles d'Adam de Saint-Victor. Elle correspond temporellement à la rupture gothique et préfigure la poésie franciscaine du XIIIe siècle.
| Paroles latines |
| --- |
| Iesu, dulcis memoria, dans vera cordis gaudia, sed super mel et omnia, eius dulcis praesentia. Nil canitur suavius, nil auditur iucundius, nil cogitatur dulcius, quam Iesus Dei Filius. Iesu, spes paenitentibus, quam pius es petentibus! quam bonus te quaerentibus! sed quid invenientibus? Nec lingua valet dicere, nec littera exprimere: expertus potest credere, quid sit Iesum diligere. Sis, Iesu, nostrum gaudium, qui es futurus praemium: sit nostra in te gloria, per cuncta semper saecula. Amen. |

## Musique
Ce texte a été mis en musique par de nombreux compositeurs, par exemple Tomás Luis de Victoria.